# Nguyễn Thành Tâm
Nguyễn Thành Tâm (sinh ngày 20 tháng 11 năm 1974) là một chính trị gia người Việt Nam. Ông hiện là Ủy viên Ban Chấp hành Trung ương Đảng Cộng sản Việt Nam khóa XIII, Phó Trưởng ban Tổ chức Trung ương Đảng Cộng sản Việt Nam.
Ông từng là Bí thư Tỉnh ủy Tây Ninh, Bí thư Đảng ủy Quân sự tỉnh, Chủ tịch Hội đồng nhân dân tỉnh Tây Ninh nhiệm kì 2021-2026;

## Xuất thân
Ông hiện cư trú ở số 9, hẻm 2 đường Phạm Công Khiêm, Phường 3, Thành phố Tây Ninh.
Cha là Nguyễn Văn Thắng, nguyên Chủ tịch UBND tỉnh, nguyên Trưởng Ban an ninh tỉnh, mất năm 1985
. Mẹ là Đoàn Thị Nguyệt, nguyên Phó Chủ tịch Hội Liên hiệp Phụ nữ tỉnh, nguyên Tỉnh ủy viên. Mất ngày 15/9/2022

## Giáo dục
Trình độ chuyên môn: Cử nhân Kinh tế, Thạc sĩ Chính sách công.
Lí luận chính trị: Cử nhân.
Ngoại ngữ: Anh văn - C.
Ngày vào Đảng: 10 - 5 - 2000.

## Sự nghiệp
Từ tháng 9 năm 1996 đến tháng 11 năm 1996, ông là cán sự Phòng Tổ chức cán bộ - Lao động, Bưu điện tỉnh Tây Ninh.
Từ tháng 12 năm 1996 đến tháng 1 năm 2001, ông là chuyên viên Phòng Tổ chức cán bộ - Lao động, Bưu điện Tây Ninh. Phó Bí thư Đoàn Bưu điện (từ 3/2000).
Từ tháng 2 năm 2001 đến tháng 11 năm 2004, ông được bổ nhiệm là Phó Trưởng Phòng Tổ chức cán bộ - Lao động, Bưu điện Tây Ninh. Phó Bí thư Đoàn Bưu điện.
Từ tháng 12 năm 2004 đến tháng 6 năm 2007, ông giữ chức Phó Giám đốc Sở Bưu chính Viễn thông Tây Ninh.
Từ tháng 7 năm 2007 đến tháng 3 năm 2008, ông được bổ nhiệm là Quyền Giám đốc Sở Bưu chính Viễn thông Tây Ninh.
Từ tháng 4 năm 2008 đến tháng 8 năm 2009, ông là Phó Giám đốc Sở Thông tin và Truyền thông Tây Ninh.
Từ tháng 9 năm 2009 đến tháng 9 năm 2010, ông là Bí thư Tỉnh đoàn Tây Ninh
Ngày 10 tháng 9 năm 2010, tại Đại hội Đảng bộ tỉnh Tây Ninh lần thứ IX, ông được bầu vào Ban Chấp hành Đảng bộ tỉnh nhiệm kỳ 2010 - 2015.
Tháng 11 năm 2011, ông được bổ nhiệm giữ chức Phó Trưởng Đoàn chuyên trách đoàn Đại biểu Quốc hội khóa XIII tỉnh Tây Ninh.
Tháng 10 năm 2013, ông được phân công làm Bí thư Huyện ủy Gò Dầu.
Ngày 15 tháng 10 năm 2015, tại Đại hội Đảng bộ tỉnh Tây Ninh lần thứ X, ông được bầu vào Ban Chấp hành, Ban Thường vụ Tỉnh ủy nhiệm kỳ 2015 - 2020.
Tháng 5 năm 2016, ông trúng cử Đại biểu Hội đồng Nhân dân tỉnh nhiệm kỳ 2016 - 2021.
Ngày 1 tháng 7 năm 2016, tại kỳ họp thứ nhất Hội đồng Nhân dân tỉnh Tây Ninh khóa IX, ông được bầu làm Chủ tịch Hội đồng nhân dân tỉnh Tây Ninh khóa IX với trên 98% số đại biểu đồng ý.
Tháng 1 năm 2017, ông được Ban Bí thư Trung ương Đảng chuẩn y làm Phó Bí thư Tỉnh ủy Tây Ninh khóa X nhiệm kì 2015 - 2020, kiêm nhiệm Trưởng Ban Tổ chức Tỉnh ủy (9/2018 - 2/2019)
Tháng 2 năm 2020, ông được Ban Chấp hành Đảng bộ tỉnh phân công làm Phó Bí thư Thường trực Tỉnh ủy Tây Ninh thay ông Nguyễn Minh Tân nghỉ hưu.
Ngày 24 tháng 8 năm 2020, được sự đồng ý của Bộ chính trị, Ban Thường vụ Tỉnh ủy Tây Ninh tổ chức Hội nghị Ban chấp hành đảng bộ tỉnh thực hiện quy trình bầu bổ sung chức danh Bí thư Tỉnh ủy Tây Ninh khóa X, nhiệm kì 2015 - 2020. Kết quả, ông Nguyễn Thành Tâm được bầu giữ chức Bí thư Tỉnh ủy Tây Ninh khóa X nhiệm kì 2015 - 2020 với 41/41 số phiếu đồng ý (đạt 100%).
Cũng tại Hội nghị, Ban chấp hành Đảng bộ tỉnh cũng thống nhất giới thiệu ông Nguyễn Thành Tâm tham gia Ban thường vụ, Ban chấp hành và giữ chức Bí thư Đảng ủy Quân sự tỉnh Tây Ninh nhiệm kì 2020 - 2025.
Ngày 15 tháng 10 năm 2020, tại Đại hội Đảng bộ tỉnh Tây Ninh lần thứ XI, ông tái đắc cử chức danh Bí thư Tỉnh ủy Tây Ninh nhiệm kỳ 2020 - 2025 với tỷ lệ 100% phiếu bầu.
Ngày 30 tháng 1 năm 2021, tại Đại hội đại biểu toàn quốc lần thứ XIII của Đảng, đồng chí được bầu là Ủy viên Trung ương Đảng khóa XIII, nhiệm kỳ 2021-2026.
Tháng 5 năm 2021, ông tái đắc cử Đại biểu Hội đồng nhân dân tỉnh nhiệm kỳ 2021 - 2026.
Ngày 30 tháng 6 năm 2021, tại kỳ họp lần thứ nhất, Hội đồng Nhân dân tỉnh khóa X, nhiệm kỳ 2021 - 2026 đã bầu ông tái đắc cử chức Chủ tịch Hội đồng nhân dân tỉnh Tây Ninh.
Ngày 27 tháng 2 năm 2025, Bộ Chính trị quyết định ông thôi tham gia Ban Chấp hành, Ban Thường vụ Tỉnh ủy và thôi giữ chức Bí thư Tỉnh ủy Tây Ninh nhiệm kỳ 2020-2025. Đồng thời điều động, phân công, bổ nhiệm ông giữ chức Phó Trưởng ban Tổ chức Trung ương.